# Peter Schreck
Peter Schreck, född 1942 i New South Wales Australien, är en australisk manusförfattare.

## Filmmanus
- 1984 – Järnmilen [2]
- 1986–1991 – Doktorn kan komma (TV-serie)